# Calanthe maxii
Calanthe maxii är en orkidéart som beskrevs av P.O'byrne. Calanthe maxii ingår i släktet Calanthe och familjen orkidéer.
Artens utbredningsområde är Sulawesi. Inga underarter finns listade i Catalogue of Life.